# Liste des dames, comtesses et duchesses d'Enghien
 (décembre 2024).
La mise en forme du texte ne suit pas les recommandations de Wikipédia : il faut le « wikifier ».
Les points d'amélioration suivants sont les cas les plus fréquents. Le détail des points à revoir est peut-être précisé sur la page de discussion.
- Les titres sont pré-formatés par le logiciel. Ils ne sont ni en capitales, ni en gras.
- Le texte ne doit pas être écrit en capitales (les noms de famille non plus), ni en gras, ni en italique, ni en « petit »…
- Le gras n'est utilisé que pour surligner le titre de l'article dans l'introduction, une seule fois.
- L'italique est rarement utilisé : mots en langue étrangère, titres d'œuvres, noms de bateaux, etc.
- Les citations ne sont pas en italique mais en corps de texte normal. Elles sont entourées par des guillemets français : « et ».
- Les listes à puces sont à éviter, des paragraphes rédigés étant largement préférés. Les tableaux sont à réserver à la présentation de données structurées (résultats, etc.).
- Les appels de note de bas de page (petits chiffres en exposant, introduits par l'outil «  Source ») sont à placer entre la fin de phrase et le point final[comme ça].
- Les liens internes (vers d'autres articles de Wikipédia) sont à choisir avec parcimonie. Créez des liens vers des articles approfondissant le sujet. Les termes génériques sans rapport avec le sujet sont à éviter, ainsi que les répétitions de liens vers un même terme.
- Les liens externes sont à placer uniquement dans une section « Liens externes », à la fin de l'article. Ces liens sont à choisir avec parcimonie suivant les règles définies. Si un lien sert de source à l'article, son insertion dans le texte est à faire par les notes de bas de page.
- La présentation des références doit suivre les conventions bibliographiques. Il est recommandé d'utiliser les modèles {{Ouvrage}}, {{Chapitre}}, {{Article}}, {{Lien web}} et/ou {{Bibliographie}}. Le mode d'édition visuel peut mettre en forme automatiquement les références.
- Insérer une infobox (cadre d'informations à droite) n'est pas obligatoire pour parachever la mise en page.

Pour une aide détaillée, merci de consulter Aide:Wikification.
Si vous pensez que ces points ont été résolus, vous pouvez retirer ce bandeau et améliorer la mise en forme d'un autre article.
Cet article présente la liste des dames, comtesses et duchesses d'Enghien, par mariage ou de plein droit.

## Maison d'Enghien (1092-1397)
| Portrait | Nom (dates)                                        | Époux                                                                         | Titres | Éléments biograhiques |
| -------- | -------------------------------------------------- | ----------------------------------------------------------------------------- | --- | --- |
|          | Béatrix de Grimbergen                              | - Hugues d'Enghien                                                            | - Dame d'Enghien | - Fille de Walter de Grimbergen et de Béatrix de Dongelberg. - Mère de Gossuin d'Enghien et d'Englebert II d'Enghien.                                                                            |
|          | Gisèle de Bruxelles-Aa                             | - Gossuin d'Enghien                                                           | - Dame d'Enghien | |
|          | Elisabeth de Bruxelles-Aa                          | - Englebert II d'Enghien                                                      | - Dame d'Enghien | - Fille de Léon de Bruxelles-Aa. - Mère d'Engelbert III d'Enghien. |
|          | Adélaïde d'Avesnes (vers 1180 - 23 septembre 1216) | - Engelbert III d'Enghien (mariage avant décembre 1193)                       | - Dame d'Enghien (1193 - 23 septembre 1216) | - Princesse de la Famille d'Avesnes. Fille de Jacques Ier d'Avesnes et d'Adelaïde de Guise. - Mère de Siger Ier d'Enghien.                                                                       |
|          | Alix de Zottegem (1199-?)                          | - Siger Ier d'Enghien (mariage en 1219)                                       | - Dame d'Enghien | - Fille de Gautier de Zottegem et de Richilde de Peteghem. - Mère de Gautier Ier d'Enghien, de Jean d'Enghien, d'Arnould d'Enghien et d'Engelbert V d'Enghien.                                   |
|          | Marie de Rethel (?-1315)                           | - Gautier Ier d'Enghien (mariage en 1266)                                     | - Dame d'Enghien (1266-1271) | - Princesse de la Maison de Rethel. Fille de Manassès V de Rethel et d'Élisabeth d'Écry. - Mère de Gautier II d'Enghien.                                                                         |
|          | Yolande de Flandre (?-1313)                        | - Gautier II d'Enghien (mariage le 24 juillet 1287)                           | - Dame d'Enghien (24 juillet 1287 - 1309) | - Princesse de la Maison de Dampierre. fille de Robert III de Flandre et de Yolande de Bourgogne. - Mère de Gautier III d'Enghien.                                                               |
|          | Isabelle de Brienne (1305-1360)                    | - Gautier III d'Enghien (mariage en janvier 1321)                             | - Dame de Ramerupt (de plein droit, 1311-1360) - Dame d'Enghien (janvier 1321 - 16 octobre 1345) - Comtesse de Brienne, de Conversano et de Lecce (de plein droit, 19 septembre 1356 - 1360) | - Princesse de la Maison de Brienne. Fille de Gautier V de Brienne et de Jeanne de Châtillon. - Mère de Siger II d'Enghien, de Jean d'Enghien et de Louis d'Enghien.                             |
|          | Jeanne de Condé                                    | - Siger II d'Enghien                                                          | - Comtesse de Brienne, de Conversano et de Lecce, dame d'Enghien, de Ramerupt et Lembeek | - Fille de Robert de Condé et d'Isabelle de Hénin. - Mère de Gautier IV d'Enghien. |
|          | Giovanna di Sanseverino                            | - Louis d'Enghien                                                             | - Comtesse de Brienne, de Conversano et de Lecce, dame d'Enghien, de Ramerupt et Lembeek | - Princesse de la Famille Sanseverino. Fille d'Antonio di Sanseverino et d'Isabelle del Balzo. - Mère de Marguerite d'Enghien.                                                                   |
|          | Marguerite d'Enghien (1365 - ?)                    | - Pierre des Baux - Jacopo Sanseverino - Jean de Luxembourg (mariage en 1380) | - Dame de Beauvoir (1380-?) - Comtesse de Brienne, de Conversano et de Lecce, dame d'Enghien, de Ramerupt et Lembeek (de plein droit, 17 mars 1394 - ?)                                      | - Princesse de la Maison d'Enghien. Fille de Louis d'Enghien et de Giovanna Sanseverino. - Mère de Pierre Ier de Luxembourg-Saint-Pol, de Jean II de Luxembourg-Ligny et de Louis de Luxembourg. |

## Maison de Luxembourg (1397-1547)
| Portrait | Nom (dates)                                     | Époux | Titres | Éléments biographiques | Armoiries |
| -------- | ----------------------------------------------- | --- | --- | --- | --------- |
|          | Marguerite des Baux (1394-15 novembre 1469)     | - Pierre Ier de Luxembourg-Saint-Pol (mariage le 8 mai 1405)                                                        | - Comtesse de Brienne et de Conversano, dame d'Enghien (8 mai 1405 - 31 août 1433) - Comtesse de Saint-Pol (18 septembre 1430 - 31 août 1433) | - Princesse de la Maison des Baux. Fille de François des Baux et de Sveva Orsini. - Mère de Louis de Luxembourg-Saint-Pol, de Jacquette de Luxembourg, de Thibault de Luxembourg, de Jacques de Luxembourg-Ligny, de Catherine de Luxembourg-Saint-Pol et d'Isabelle de Luxembourg-Saint-Pol. |           |
|          | Jeanne de Marle (1415-14 mai 1462)              | - Louis de Luxembourg-Saint-Pol (mariage le 16 juillet 1435)                                                        | - Comtesse de Soissons et de Marle (de plein droit, 25 octobre 1415 - 14 mai 1462) - Comtesse de Saint-Pol, de Brienne et de Conversano, dame d'Enghien (16 juillet 1435 - 14 mai 1462) - Comtesse de Ligny (5 janvier 1441 - 14 mai 1462) - Comtesse de Guise (5 janvier 1441 - 1444) - Vicomtesse de Meaux (de plein droit, 1450- 14 mai 1462) | - Princesse de la Maison de Scarpone. Fille de Robert de Bar et de Jeanne de Béthune. - Mère de Jean de Luxembourg-Soissons, de Pierre II de Luxembourg-Saint-Pol, d'Antoine de Luxembourg et de Jacqueline de Luxembourg.                                                                    |           |
|          | Marie de Savoie (20 mars 1448 - 1475)           | - Louis de Luxembourg-Saint-Pol (mariage le 1er août 1466)                                                          | - Comtesse de Saint-Pol, de Brienne et de Conversano, dame d'Enghien (1er août 1466-1475) | - Princesse de la maison de Savoie. Fille de Louis Ier de Savoie et d'Anne de Lusignan. |           |
|          | Marguerite de Savoie (avril 1439 - 9 mars 1483) | - Jean IV de Montferrat (mariage en décembre 1458) - Pierre II de Luxembourg-Saint-Pol (mariage le 12 juillet 1466) | - Marquise de Montferrat (décembre 1458 - 19 janvier 1464) - Comtesse de Saint-Pol, de Soissons, de Brienne et de Conversano, dame d'Enghien (19 décembre 1475- 25 octobre 1482) | - Princesse de la maison de Savoie. Fille de Louis Ier de Savoie et d'Anne de Lusignan. - Mère de Marie de Luxembourg. |           |
|          | Marie de Luxembourg (1472 - 1er avril 1547)     | - Jacques de Savoie (mariage en 1484) - François de Bourbon-Vendôme (mariage le 8 septembre 1487)                   | - Comtesse de Soissons et de Saint-Pol, dame d'Enghien (de plein droit, 25 octobre 1482 - 1er avril 1547) - Comtesse de Romont (1484 - 30 janvier 1486) - Comtesse de Vendôme (8 septembre 1487 - 30 octobre 1495) - Régente de Vendôme (30 octobre 1495 - 1er avril 1547)                                                                       | - Princesse de la Maison de Luxembourg. Fille de Pierre II de Luxembourg-Saint-Pol et de Marguerite de Savoie. - Mère de Charles IV de Bourbon-Vendôme, de François Ier de Saint-Pol, de Louis de Bourbon-Vendôme et d'Antoinette de Bourbon-Vendôme.                                         |           |

## Maison de Bourbon-Vendôme (1547-1557)
| Nom (dates)                                             | Époux | Titres | Éléments biographiques | Armoiries |
| ------------------------------------------------------- | --- | --- | --- | --------- |
| Marie de Bourbon-Saint-Pol (30 mai 1539 - 7 avril 1601) | - Jean de Bourbon (mariage le 14 juin 1557) - François Ier de Nevers (mariage en 1560) - Léonor d'Orléans-Longueville (mariage le 2 juillet 1563) | - Comtesse de Saint-Pol (de plein droit, 4 octobre 1546 - 7 avril 1601) - Comtesse de Soissons et d'Enghien (14 juin 1557 - 10 août 1557) - Duchesse de Nevers et comtesse de Rethel (1560 - 13 février 1562) - Duchesse d'Estouteville (de plein droit, 15 décembre 1560 - 7 avril 1601) - Duchesse de Longueville, comtesse de Dunois et de Tancarville, princesse de Neuchâtel (2 juillet 1563 - 7 août 1573) - Régente de Neuchâtel (7 août 1573 - 7 avril 1601) - Dame d'honneur de Catherine de Médicis (1581-?) | - Princesse de la Maison de Bourbon. Fille de François Ier de Saint-Pol et d'Adrienne d'Estouteville. - Mère d'Henri Ier d'Orléans-Longueville, de François d'Orléans-Longueville et d'Antoinette d’Orléans-Longueville. |           |

## Maison de Condé (1557-1804)
| Portrait | Nom (dates)                                                         | Époux                                                        | Titres | Eléments biographiques | Armoiries |
| -------- | ------------------------------------------------------------------- | ------------------------------------------------------------ | --- | --- | --------- |
|          | Éléonore de Roye (24 février 1535 - 23 juillet 1564)                | - Louis Ier de Bourbon-Condé (mariage le 22 juin 1551)       | - Comtesse de Roucy et dame de Conti (de plein droit, 19 janvier 1551 - 23 juillet 1564) - Princesse de Condé (22 juin 1551 - 23 juillet 1564) - Comtesse d'Enghien (10 août 1557 - 23 juillet 1564) | - Princesse de la Maison de Roye. Fille de Charles de Roye et de Madeleine de Mailly. - Mère d'Henri Ier de Bourbon-Condé, de François de Bourbon-Conti et de Charles II de Bourbon. |           |
|          | Françoise d'Orléans-Longueville (5 avril 1549 - 11 juin 1601)       | - Louis Ier de Bourbon-Condé (mariage le 8 novembre 1565)    | - Princesse de Condé (8 novembre 1565 - 13 mars 1569) - Comtesse (8 novembre 1565 - 1566) puis duchesse (1566 - 13 mars 1569) d'Enghien | - Princesse de la Maison d’Orléans-Longueville. Fille de François d’Orléans-Longueville et de Jacqueline de Rohan-Gyé. - Mère de Charles de Bourbon-Soissons. |           |
|          | Marie de Clèves (1553 - 30 octobre 1574)                            | - Henri Ier de Bourbon-Condé (mariage le 10 août 1572)       | - Comtesse de Beaufort, marquise d'Isles, baronne de Jaucourt et dame de Jully (de plein droit, 1564 - 30 octobre 1574) - Princesse de Condé et duchesse d'Enghien (10 août 1572 - 30 octobre 1574) | - Princesse de la Maison de La Marck. Fille de François Ier de Nevers et de Marguerite de Bourbon-Vendôme. |           |
|          | Charlotte-Catherine de La Trémoille (18 juin 1568 - 29 août 1629)   | - Henri Ier de Bourbon-Condé (mariage le 16 mars 1586)       | - Princesse de Condé et duchesse d'Enghien (16 mars 1586 - 5 mars 1588) | - Princesse de la Maison de La Trémoille. Fille de Louis III de La Trémoille et de Jeanne de Montmorency. - Mère d'Éléonore de Bourbon-Condé et d'Henri II de Bourbon-Condé. |           |
|          | Charlotte-Marguerite de Montmorency (11 mai 1594 - 2 décembre 1650) | - Henri II de Bourbon-Condé (mariage le 17 mai 1609)         | - Princesse de Condé (17 mai 1609 - 26 décembre 1646) - Duchesse d'Enghien (17 mai 1609 - 8 septembre 1621) - Duchesse de Châteauroux (1616 - 26 décembre 1646) - Duchesse de Montmorency, comtesse de Dammartin, baronne de Châteaubriant, dame de L'Isle-Adam et dame de Chantilly (de plein droit, 30 octobre 1632 - 2 décembre 1650) - Comtesse de Sancerre (1640 - 26 décembre 1646) - Duchesse d'Albret (1641 - 26 décembre 1646) - Duchesse de Bellegarde (1646)                        | - Princesse de la Maison de Montmorency. Fille d'Henri Ier de Montmorency et de Louise de Budos. - Mère d'Anne Geneviève de Bourbon-Condé, de Louis II de Bourbon-Condé et d'Armand de Bourbon-Conti. |           |
|          | Claire-Clémence de Maillé (25 février 1628 - 16 avril 1694)         | - Louis II de Bourbon-Condé (mariage le 11 février 1641)     | - Duchesse d'Enghien (11 février 1641 - 26 décembre 1646) - Princesse de Condé, duchesse de Bellegarde et de Châteauroux, comtesse de Sancerre (26 décembre 1646 - 11 décembre 1686) - Duchesse de Fronsac (de plein droit, 14 juin 1646 - 1674) - Duchesse de Montmorency, comtesse de Dammartin, baronne de Châteaubriant, et dame de Chantilly (2 décembre 1650 - 11 décembre 1686) - Duchesse de Bourbon (1661 - 5 novembre 1667) - Comtesse de Charolais (1684 - 11 décembre 1686)        | - Princesse de la Maison de Maillé. Fille d’Urbain de Maillé et de Nicole du Plessis de Richelieu. - Mère d'Henri-Jules de Bourbon-Condé. |           |
|          | Anne de Bavière (13 mars 1648 - 23 février 1723)                    | - Henri-Jules de Bourbon-Condé (mariage le 11 décembre 1663) | - Duchesse d'Enghien (11 décembre 1663 - 11 décembre 1686) - Princesse de Condé, duchesse de Bellegarde, de Châteauroux et de Montmorency, comtesse de Dammartin, Sancerre et de Charolais, baronne de Châteaubriant et dame de Chantilly (11 décembre 1686 - 1er avril 1709) - Duchesse de Guise (de plein droit, 3 mars 1688 - 1er avril 1709) - Princesse d'Arches (de plein droit, 5 juillet 1708 - 23 février 1723) - Comtesse de Dreux (de plein droit, 11 avril 1718 - 23 février 1723) | - Princesse de la Maison de Wittelsbach. Fille d’Édouard de Palatinat et d'Anne de Gonzague de Clèves. - Mère de Marie-Thérèse de Bourbon-Condé, de Louis III de Bourbon-Condé, d'Anne-Marie de Bourbon-Condé, de Louise-Bénédicte de Bourbon-Condé et de Marie-Anne de Bourbon-Condé. |           |
|          | Louise-Françoise de Bourbon (1er juin 1673 - 16 juin 1743)          | - Louis III de Bourbon-Condé (mariage le 24 juillet 1685)    | - Duchesse de Bourbon (24 juillet 1685 - 1er avril 1709) - Duchesse de Montmorency (24 juillet 1685 - 1689) - Duchesse d'Enghien (1689 - 1er avril 1709) - Princesse de Condé, duchesse de Bellegarde, de Châteauroux et de Guise, comtesse de Dammartin, de Sancerre et de Charolais, baronne de Châteaubriant et dame de Chantilly (1er avril 1709 - 4 mars 1710) | - Princesse de la Maison de Bourbon. Fille légitimée de Louis XIV de France et de Madame de Montespan. - Mère de Marie-Gabrielle-Éléonore de Bourbon-Condé, de Louis IV Henri de Bourbon-Condé, de Louise-Élisabeth de Bourbon-Condé, de Louise-Anne de Bourbon-Condé, de Marie-Anne de Bourbon-Condé, de Charles de Bourbon-Condé, d'Henriette-Louise de Bourbon-Condé, d'Élisabeth-Alexandrine de Bourbon-Condé et de Louis de Bourbon-Condé. |           |
|          | Bathilde d’Orléans (5 juillet 1750 - 10 janvier 1822)               | - Louis VI Henri de Bourbon-Condé (mariage le 20 avril 1770) | - Duchesse d'Enghien (20 avril 1770 - 2 août 1772) - Duchesse de Bourbon (2 août 1772 - 13 mai 1818) - Princesse de Condé, duchesse de Bellegarde, de Châteauroux et de Guise, comtesse de Dammartin, de Sancerre et de Charolais, baronne de Châteaubriant et dame de Chantilly (13 mai 1818 - 10 janvier 1822) | - Princesse de la Maison d’Orléans. Fille de Louis-Philippe II d’Orléans et de Louise-Henriette de Bourbon-Conti. - Mère de Louis-Antoine de Bourbon-Condé. |           |